# Anemoscopio

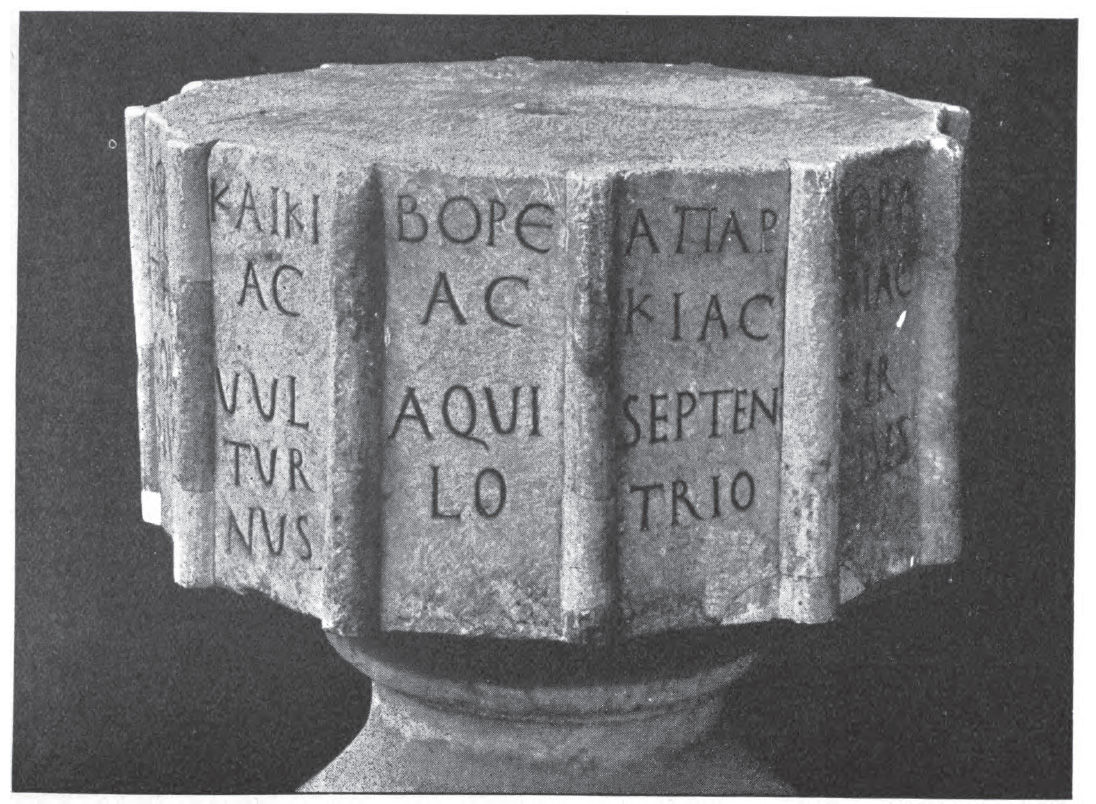
Anemoscopio vaticano

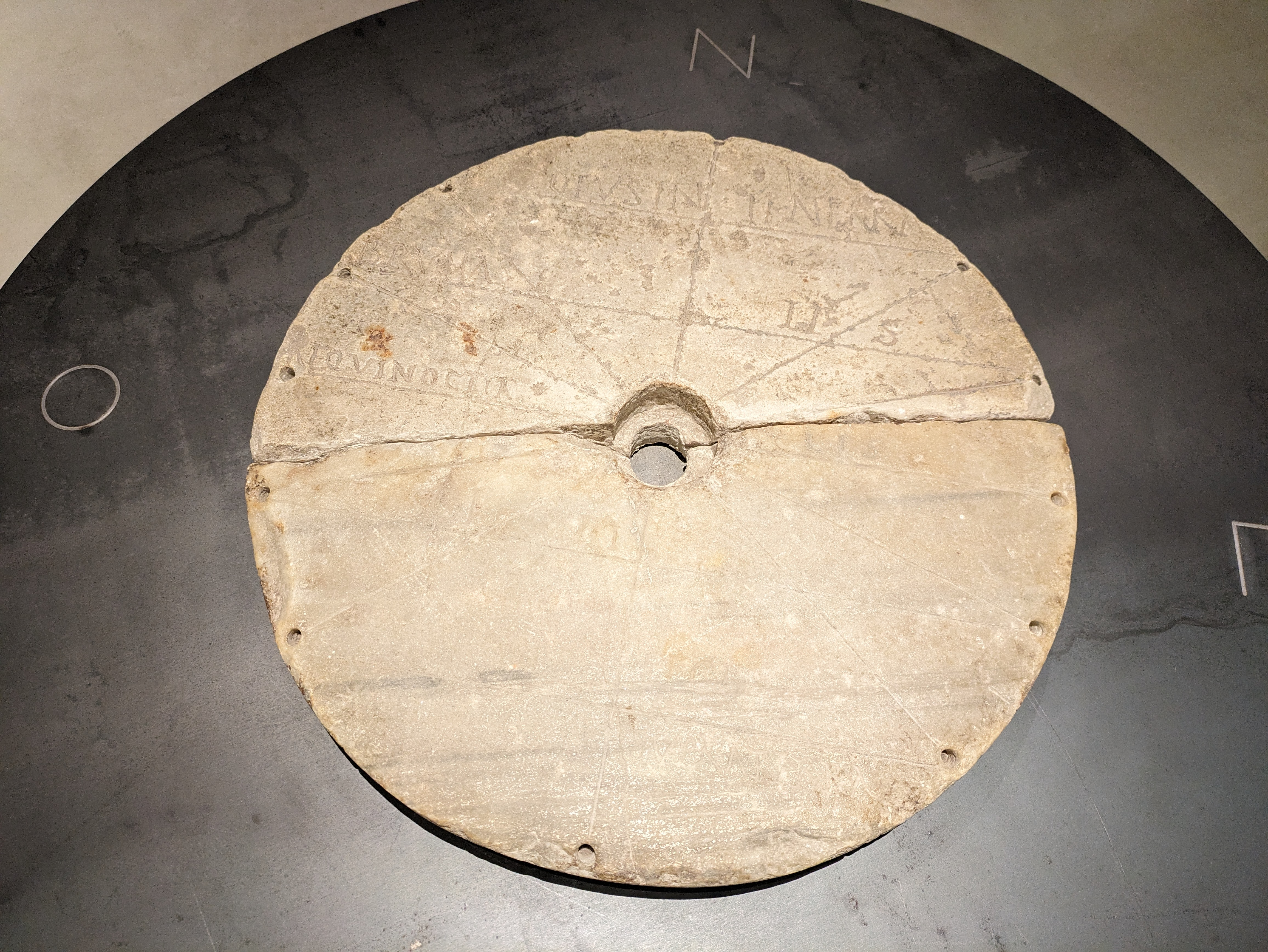
Anemoscopio di Pesaro, o "Boscovich" (II secolo d.C.)

L'anemoscopio è uno strumento che serve ad indicare la presenza e la direzione del vento, da non confondersi con l'anemometro che misura invece la velocità o pressione del vento. 
L'anemoscopio deve essere posizionato in luoghi adatti alla misurazione del vento, come gli spazi aperti. Esistono diversi tipi di anemoscopio: banderuole girevoli, strisce di tela, manica a vento. In ogni caso, date le fattezze rudimentali dello strumento meteorologico, è difficile costruire un anemoscopio che riporti con molta fedeltà il grado di intensità del vento.

## Anemoscopi antichi
L'anemoscopio era già usato in antichità, sono noti i seguenti anemoscopi antichi, di cui alcuni ancora esistenti:
- La torre dei Venti ad Atene
- Anemoscopio vaticano, conservato al Museo Pio-Clementino
- Anemoscopio di Gaeta, perduto
- "Piazza dei Venti" del Foro di Dougga (Tunisia), l'anemoscopio è inciso nella pavimentazione della piazza
- Meridiana di Euporus dal circo di Aquileia (II secolo d.C.) che include anche un anemoscopio, conservato nel Museo archeologico nazionale di Aquileia

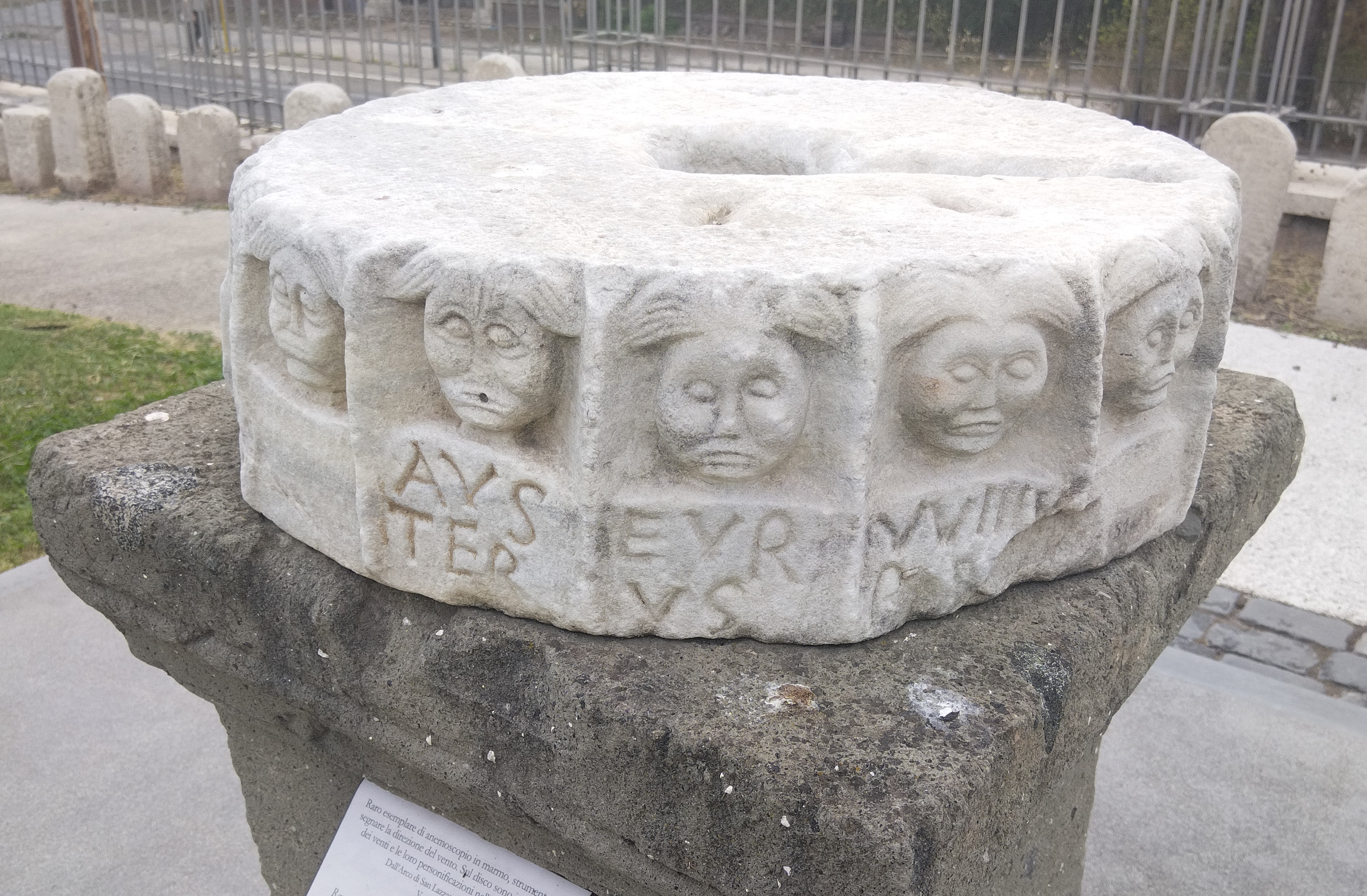
Anemoscopio dell'Arco di San Lazzaro, datato o al I secolo a.e.v. o al V secolo e.v.

- Anemoscopio di Pesaro o Anemoscopio Boscovich, (II secolo d.C.) scoperto nel 1759 a Anemoscopio dell'Arco di San Lazzaro, datato o al I secolo a.e.v. o al V secolo e.v.[1]Roma, sulla Via Appia, fuori da Porta Capena. Ha un foro al centro per inserire un'asta o bandiera e incisi sui lati i nomi romani dei venti. Oggi esposto al Museo archeologico oliveriano di Pesaro.
- Anemoscopio dell'arco di San Lazzaro (AE 1935, 0087) di Roma, ritrovato e descritto da Ludwig Pollak (Praga, 1868-Auschwitz, 1943)

## Età moderna
In età moderna Leonardo da Vinci ne costruì uno ed era simile ad una banderuola, un modello perfezionato venne anche realizzato nel XVIII secolo dall'abate astigiano Atanasio Cavalli.